# Konstantin Eršov
Konstantin Eršov (11 luglio 1935 – Mosca, 28 dicembre 1984) è stato un attore e regista sovietico.

## Filmografia parziale

### Regista
- Stepanova pamjatka (1976)
- Grači (1982)